# Shroud (cómic)
Shroud —Mortaja en España— (Maximillian Quincy Coleridge) es un superhéroe ficticio que aparece en los cómics estadounidenses publicados por Marvel Comics. 

## Historial de publicaciones
Shroud apareció por primera vez en Super-Villain Team-Up # 5 (abril de 1976) y fue creado por Steve Englehart y Herb Trimpe.
Englehart ha reconocido que el personaje fue concebido como un "mashup" de DC Comics, Batman y La Sombra.

## Biografía ficticia
A la edad de 10 años, el niño que crecería para convertirse en Shroud vio a sus padres abatidos a tiros justo delante de sus ojos. Decidió dedicar su vida a combatir el crimen. Al graduarse de la universidad, se unió al misterioso templo llamado "Culto de Kali", donde estudió varios estilos de artes marciales. Después de siete años de intenso entrenamiento, se graduó de ese templo. Durante la ceremonia de celebración, fue marcado con el "Beso de Kali", un hierro al rojo vivo. Tenía la imagen de la diosa Kali impresa en una cicatriz lívida en la cara desde la nariz hasta la línea del cabello y de mejilla a mejilla. Después de un período de intenso dolor y hospitalización, se dio cuenta de que su vista había sido reemplazada por una percepción extrasensorial mística. Viajando de regreso a los Estados Unidos, adoptó la identidad enmascarada del "Shroud".
En su primera aparición como héroe, se encontró con la Antorcha Humana. Más tarde invadió Latveria, con la intención de matar al Doctor Doom por sus crímenes contra la humanidad. Shroud contó su origen a Namor el Sub-Marinero, y los dos secretamente entrando a Latveria disfrazados como miembros del Circo del Crimen de Ringmaster. Shroud se unió a la revolución del príncipe Rudolfo contra el Doctor Doom y estuvo a punto de vengarse. Sin embargo, Shroud cambió de marcha para ayudar al Doctor Doom y al Capitán América a oponerse a otra persona con un historial más largo de crímenes contra la humanidad: Red Skull. En el espacio exterior, Shroud recibió un disparo de un rayo construido por Red Skull mientras el Doctor Doom luchaba contra Red Skull en la luna. Shroud fue rescatado por el Capitán América, mientras que Red Skull quedó derrotado en la luna (más tarde fue rescatado por el propio Hitler como el Hate Monger —Aborrecedor—). El Capitán América trajo a Shroud de regreso a la Tierra, pero debido a su tiempo en el espacio, Shroud se volvió loco y le tomó bastante tiempo recuperarse. Después de esta recuperación, Shroud descubrió que podía acceder a la dimensión Fuerza oscura.
Más tarde, Shroud recluta a Spider-Woman (Jessica Drew) para que se infiltre en una instalación de S.H.I.E.L.D. para que puedan acceder a los archivos. Junto a Spider-Woman, Shroud luchó contra el Culto de Kali. Shroud luego tomó a Cat y Mouse como sus ayudantes. Luego se asoció con Spider-Man contra Dansen Macabre. Shroud ayudó a Los Vengadores y al Doctor Strange contra Morgan le Fay. Ayudó a restaurar el yo astral de la ex Spider-Woman en su cuerpo. Más tarde rechazó la oferta de Hawkeye de unirse a los Vengadores de la Costa Oeste. Shroud ayudó a Jessica Drew sin poder contra algunos delincuentes. Ayudó a los Vengadores de la Costa Oeste contra Gravitón y el Blank.
Shroud se infiltró en Los Ángeles y, al operar como un luchador contra el crimen disfrazado de criminal, se ganó la reputación de criminal para poder destruir su mundo desde adentro. Esto lo llevó a crear el grupo conocido como Night Shift. Con Night Shift, se asoció con el Capitán América contra el Power Broker y sus mutados aumentados. Probó al Caballero Luna para ver si podía asumir el cargo de líder del Night Shift. Rechazó la oferta de Tauro de unirse al nuevo Zodiaco. Se asoció con Hawkeye contra el líder de la pandilla, Speedo. Detrás de escena, Shroud hizo un trato con los Vengadores de la Costa Oeste para no interferir con sus actividades bajo tierra, pero durante una batalla, Shroud desapareció y Night Shift luchó contra los Vengadores, causando tensión entre los grupos cuando Shroud detuvo la batalla. Cuando Shroud volvió a la acción, se reveló que había pasado algún tiempo con su familia, aunque nunca se han revelado los nombres reales de esa familia. Shroud hizo pocas apariciones en los años siguientes.
Cuando Estados Unidos propuso la Ley de Registro de Superhéroes durante la historia de Civil War, Shroud se negó a aceptar la propuesta de renunciar a su identidad secreta y se puso del lado de héroes como Ms. Marvel y Iron Man. También está en una relación romántica con Julia Carpenter (ahora conocida como Arachne). Con la ayuda de Julia, Shroud logró escapar de la Isla Ryker, hiriendo a varios agentes de S.H.I.E.L.D. en el proceso. Los dos planeaban huir a Canadá con Rachel (la hija de Julia), pero Hombre Maravilla y Ms. Marvel capturaron a Shroud, y Julia el siguiente número. Luego se escapa, para unirse al ejército anti-registro del Capitán América y participar en la batalla final.
Durante la historia de Shadowland, Shroud se empareja con Silver Sable, Misty Knight y Paladín cuando los ninjas de La Mano de Daredevil apuntan a miembros de la mafia.

## Poderes y habilidades
La exposición al bombardeo del hipno-rayo de Red Skull desencadenó un poder latente sobre la oscuridad en Shroud. Shroud posee la habilidad mística de crear una apertura en la Dimensión de la Fuerza Oscura y de proyectar la sustancia espesa y parecida a un gas como la tinta de la Dimensión de la Fuerza Oscura en la dimensión de la Tierra para su propio uso. Esta oscuridad no es simplemente la ausencia de luz, sino su negación. Ninguna iluminación puede penetrarlo. Se desconoce cuánto de esta oscuridad, Shroud puede convocar a la vez. Puede cubrir un pequeño auditorio en la oscuridad en varios segundos. La oscuridad que proyecta no llena un volumen instantáneamente: es posible ver su límite nebuloso moverse como humo negro y espeso en el aire. Parece que no hay límite para el tiempo que Shroud puede mantener la oscuridad. Sin embargo, la pérdida de concentración puede interrumpir su poder para convocar y controlar la oscuridad, y si Shroud queda inconsciente, la oscuridad parece ser atraída naturalmente a través del portal del que vino.
Shroud tiene control sobre la oscuridad para crear con ella formas negras sin rasgos distintivos y de bordes nebulosos, cuya complejidad está limitada solo por su imaginación. Por ejemplo, una vez creó dos discos que cubrían los ojos del Capitán América, impidiéndole ver algo o hipnotizarse, pero tan pequeños que eran indistinguibles de las pupilas de sus ojos. Con frecuencia forma la oscuridad en su propia sombra para que sirva de señuelo. A diferencia de la Fuerza oscura de Darkstar, la oscuridad no posee masa y, a diferencia de Cloak, Shroud es incapaz de viajar dentro y fuera de la dimensión de la que extrae su oscuridad. Eventualmente aprendió a darle a su oscuridad suficiente masa para que sirviera como propulsor de bajo nivel. Junto con las propiedades de su capa, esto le permite volar al menos a la velocidad de caminar.
Shroud fue cegado en una ceremonia mística por el Culto de Kali. Como resultado de esta ceremonia, posee un sentido místico de percepción extrasensorial que le permite "ver" a través de las paredes e incluso a través de su propio manto de oscuridad. Este sentido místico le da impresiones psíquicas de su entorno dentro de un radio de aproximadamente 100 pies (30 m). Al igual que Daredevil, Shroud puede recibir impresiones sensoriales no visuales a través de objetos sólidos. Por lo tanto, puede percibir personas y objetos en la habitación de al lado con la facilidad de que puede percibir el contenido de la habitación en la que se encuentra. Sus sentidos místicos pueden incluso permitirle detectar los componentes internos del hardware de una computadora.
Shroud es un atleta de nivel olímpico con una amplia formación en varios campos de las artes marciales orientales y es experto en acrobacias e infiltraciones. Posee un título universitario en derecho y criminología. Shroud lleva explosivos bombarangs como armas y vuela en un avión personal de un solo hombre.

## Otras versiones

### Ultimate Marvel
Un equivalente Ultimate Marvel de Shroud es un superhéroe que es un personaje secundario, que lleva una mortaja roja para oscurecer la cara. El escritor Brian Michael Bendis señala: "Nos burlaremos de esta persona. No sabrás si es hombre o mujer, pero es alguien muy famoso y revelaremos su identidad en el primer arco... Esta [descripción] es muy diferente al del Universo Marvel. [Esta versión del personaje] es alguien que has visto. Es un sobreviviente de Ultimatum que por alguna razón siente que ya no puede mostrar su rostro"; el personaje finalmente se revela como Kitty Pryde.

## En otros medios
Shroud aparece en Lego Marvel Super Heroes 2. Aparece en el DLC "Cloak and Dagger".